# Produção de hidrogênio
Eletrólise da água.
A produção do hidrogênio se dá normalmente pela extração de combustíveis fósseis através de um processo químico. O hidrogênio também pode ser extraído da água via produção biológica, através de um biorreator de algas ou usando eletricidade (eletrólise), calor (termólise), ou ainda quimicamente (reação redox). A descoberta e desenvolvimento de métodos de produção de hidrogênio em larga escala mais baratos vai acelerar o estabelecimento de uma economia de hidrogênio.